# Ralph Adams
Ralph Adams (Ralph Andrew Adams; * 9. Juli 1907 in Hamilton; Todesjahr unbekannt) war ein kanadischer Sprinter.
Bei den Olympischen Spielen 1928 in Amsterdam erreichte er über 100 und 200 Meter jeweils das Viertelfinale. Im Finale der 4-mal-100-Meter-Staffel wurde er mit der kanadischen Mannschaft disqualifiziert.
1930 gewann er bei den British Empire Games in Hamilton Gold mit der kanadischen 4-mal-110-Yards-Stafette.
1929 wurde er Kanadischer Meister über 100 Yards, 1929 und 1931 über 220 Yards.

## Persönliche Bestzeiten
- 100 m: 10,9 s, 1930
- 220 yds: 22,1 s, 1929